# Малий аркуш

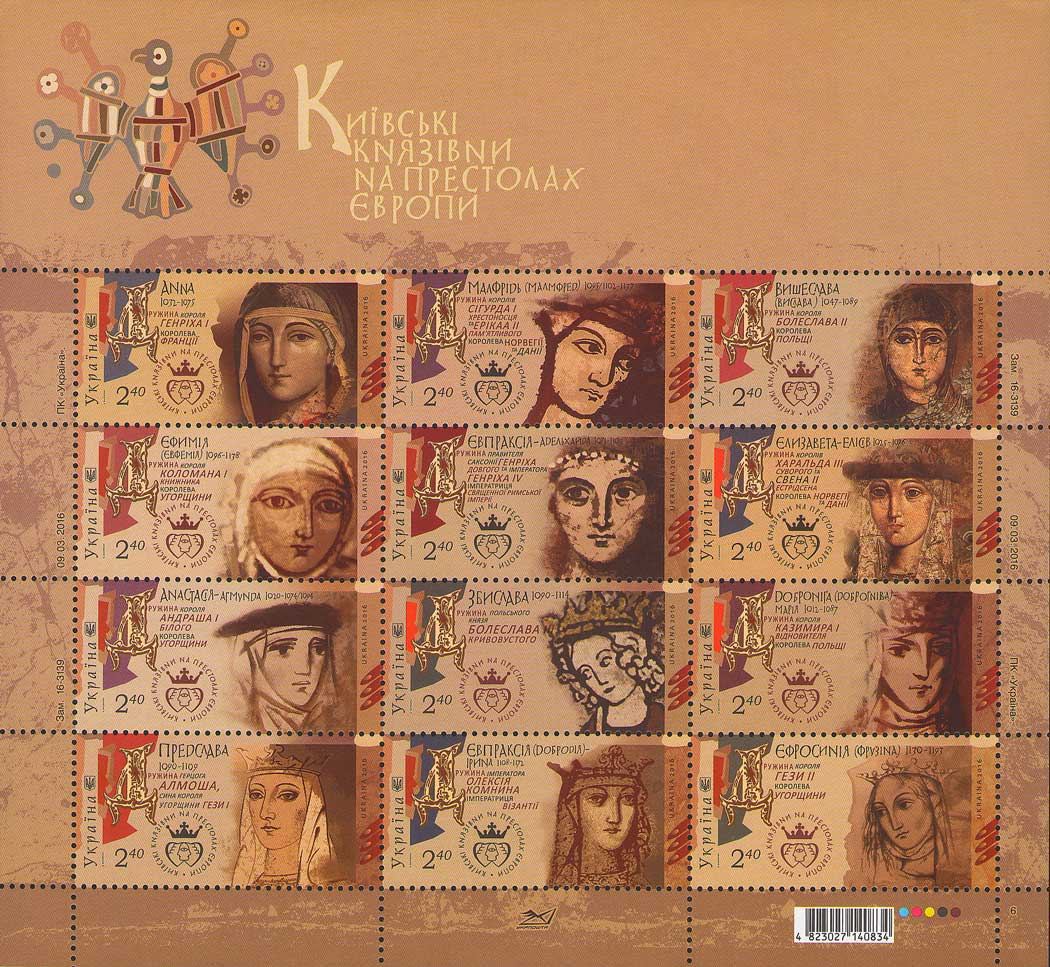
Малий марковий аркуш «Київські князівни на престолах Європи» (Укрпошта, 2016 рік)

Малий аркуш або кляйнбоген (від нім. klein — малий та Bogen — аркуш) прийняте серед філателістів визначення невеликого за форматом аркуша поштових марок. Зазвичай являє собою щось середнє між поштовим блоком та повноцінним аркушем поштових марок. На відміну від звичайного, у малому аркуші відносно невелике число поштових марок, що складає зазвичай від 3—4 до 10—16 (в окремих випадках і більше). У складі малого аркуша можуть бути присутні як однакові поштові марки (одного сюжету та номіналу), так і різноманітні за сюжетом і номіналом. Філателістичнє поняття «малий аркуш» передбачає або існування офіційної емісії тих же самих поштових марок також і у звичайних «великих» аркушах, або ту обставину, що даний аркуш містить меншу кількість марок у порівнянні зі звичайним, традиційним, «великим» марковим аркушем. Поля малого аркуша іноді містять порядковий номер, малюнок та/або пам'ятний друкарський текст, що робить кляйнбоген схожим на поштовий блок, але, на відміну від останнього, малий аркуш не є самостійним поштовим випуском, бо не має свого індивідуального номера в загальній нумерації, що надається у каталозі поштових марок (зазвичай вказується або номер поштової марки, яка надрукована на аркуші, або номери поштових марок, що увійшли до складу малого аркуша). Різниця між поштовим пам'ятним блоком та малим аркушем часом зникаюче мала: то, що в одному каталозі класифікується як «блок», в іншому зустрічається як «кляйнбоген». У зв'язку з підвищенням популярності та зростанням інтересу серед філателістів до малих аркушів, деякі каталоги з недавнього часу як додаток наводять список виданих малих аркушів з додатковою нумерацією малих аркушів.

## Історія
Перши кляйнбогени, у складі яких було надруковано по 25 стандартних марок номіналом 65 центів кожна, надійшли до обігу у 1919 році у Бельгії.
Першим випуском малих аркушів пошти СРСР є комеморативна серія з двох поштових марок «6-й Міжнародний конгрес пролетарських есперантистів у Ленінграді» (рос. 6-й Международный конгресс пролетарских эсперантистов в Ленинграде), що офіційно надійшли до обігу у 1926 році. Марки серії було надруковано в аркушах по 10 примірників, за схємою 2×5 штук.

## Колекціонування
У філателістичних колекціях малі аркуші зазвичай експонують цілком.